# Arctocephalus
Az Arctocephalus az emlősök (Mammalia) osztályának ragadozók (Carnivora) rendjébe, ezen belül a fülesfókafélék (Otariidae) családjába tartozó nem.

## Rendszerezésük
A nembe az alábbi 8 faj tartozik:
- dél-amerikai medvefóka (Arctocephalus australis)
- új-zélandi medvefóka (Arctocephalus forsteri)
- galápagosi medvefóka (Arctocephalus galapagoensis)
- antarktiszi medvefóka (Arctocephalus gazella)
- Juan Fernandez-medvefóka (Arctocephalus philippii)
- dél-afrikai medvefóka (Arctocephalus pusillus)
- Guadalupe-medvefóka (Arctocephalus townsendi)
- szubantarktikus medvefóka (Arctocephalus tropicalis)